# Manfred Tschaikner

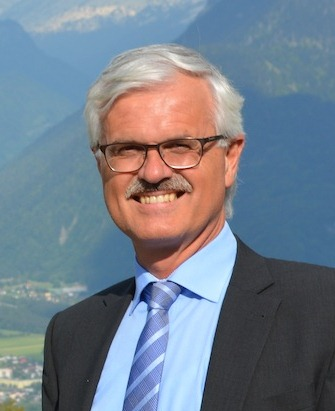
Manfred Tschaikner, 2013

Manfred Tschaikner (* 14. August 1957 in Bludenz) ist ein österreichischer Historiker, Archivar und Pädagoge.

## Leben
Nach der Gymnasialzeit in Dornbirn studierte Tschaikner Geschichte und Germanistik an der Universität Innsbruck. Dort erfolgte im Jahr 1982 Tschaikners Sponsion zum Mag. phil. und zehn Jahre später, 1992, die Promotion zum Dr. phil. mit einer Arbeit über die frühneuzeitlichen Hexenverfolgungen in den österreichischen Herrschaften vor dem Arlberg. 2008 wurde Manfred Tschaikner an der Universität Wien im Fachbereich Österreichische Geschichte habilitiert.
Tschaikner unterrichtete 1982/83 an verschiedenen Schulen in Innsbruck, von 1983 bis 2002 am Bundesgymnasium Bludenz, wobei er diese Lehrtätigkeit von 1994 bis 2002 mit einem Lehrauftrag am Pädagogischen Institut des Bundes in Feldkirch verband.
Von 2002 bis 2022 war er als wissenschaftlicher Archivar, Abteilungsleiter und ab 2019 als Stellvertretender Landesarchivar im Vorarlberger Landesarchiv in Bregenz tätig. Seit 2007 hält er Lehrveranstaltungen am Institut für Geschichte an der Universität Wien.
Seine Forschungs- und Publikationsschwerpunkte sind die Hexenprozesse, einschließlich der damit verbundenen Erinnerungskultur, sowie die frühneuzeitliche Geschichte Vorarlbergs, Liechtensteins und des Bodenseeraums. Er veröffentlichte mehr als 500 Arbeiten und hielt zahlreiche öffentliche Vorträge.
Tschaikner ist Mitglied im 1859 in Prag gegründeten Weltbund Schlaraffia.

## Schriften (Auswahl)
- Damit das Böse ausgerottet werde. Hexenverfolgungen in Vorarlberg im 16. und 17. Jahrhundert. Bregenz 1992 (Studien zur Geschichte und Gesellschaft Vorarlbergs 11). 314 S.
- Magie und Hexerei im südlichen Vorarlberg zu Beginn der Neuzeit. Konstanz 1997. 156 S.
- Der Teufel und die Hexen müssen aus dem Land ... Frühneuzeitliche Hexenverfolgungen in Liechtenstein. In: Jahrbuch des Historischen Vereins für das Fürstentum Liechtenstein 96 (1998), S. 1–197
- Die Zauberei- und Hexenprozesse der Stadt St. Gallen. Unter Mitarbeit von Ursula Hasler und Ernst Ziegler. Konstanz 2003. 268 S.
- Hexenverfolgungen in Hohenems einschließlich des Reichshofs Lustenau sowie der österreichischen Herrschaften Feldkirch und Neuburg unter hohenemsischen Pfandherren und Vögten. Konstanz 2004 (Forschungen zur Geschichte Vorarlbergs 5). 333 S.
- Hexenverfolgungen im Toggenburg. Wattwil 2010 (Toggenburgerblätter für Heimatkunde 44). 141 S.
- Von den Tobelhockern – ein Vortrag auf Tuass. In: Terra Plana. 2005, S. 13–18 (academia.edu).